# وادي البطيخ

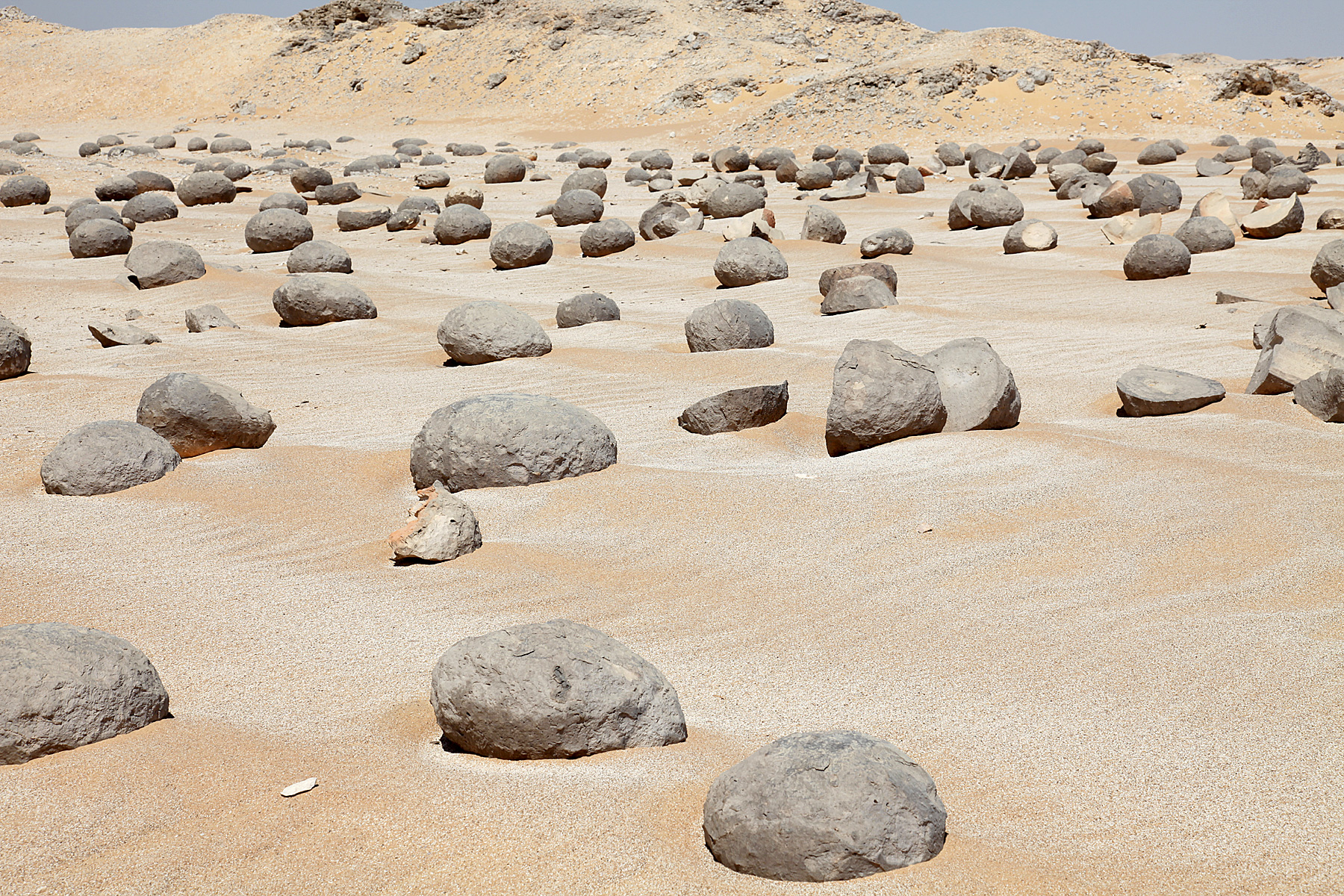
من صخور وادي البطيخ

وادي البطيخ من المناطق البيئية التي تصنف كمحميات طبيعية ويقع في الصحراء الغربية بمصر. وقد سمي الوادي بهذا الاسم بسبب وجود العديد من الصخور التي تأخذ شكل فاكهة البطيخ، ولها أحجام متنوعة بعضها يزن من 20 إلى 100 كيلو وتقع بجوار بعضها في صورة فنية رائعة.
أثار الشكل المميز لهذه الصخور حيرة علماء الجيولوجيا ولم يستطيعوا حتى الآن اكتشاف سبب لتواجد صخور البطيخ بجوار بعضها البعض، في شكل مجموعات، لكن النظرية التي تم افتراضها مؤخرا أنها تكونت نتيجة ثورة براكين كانت نشطة منذ ملايين السنين، حوالي 65 مليون عام، حين تبلور الكالسيوم والكربونات بالجسيمات المشحونة في الرواسب الطينية تحت الماء، التي شكلت هذه الكرات الحجرية وظهرت على سطح الأرض.
وهذه الصخور لها ألوان عديدة، فمنها اللون القرمزي والأخضر والبني والوردي، وعندما تتعرض للأمطار فإن جزء من أجزاء الصخرة الواحدة يذوب والآخر لا يتأثر بالعوامل المناخية، لذلك قد صنفها العلماء كواحدة من أهم الأحجار الكريمة.